# Карлсон, Дэвид Грей
Дэвид Грей Карлсон (англ. David G. (Gray) Carlson; р. 1952) — американский ученый, профессор Benjamin N. Cardozo School of Law, где трудится с 1981 года. Доктор права (1977). Экс-ассоциат Cravath, Swaine & Moore. Лауреат ABI Law Review prize (2011). Автор двух книг о Гегеле.
Окончил Калифорнийский университет в Санта-Барбаре (B.A., 1974). Докторскую степень получил в Гастингском колледже права Калифорнийского университета.
Экс-шеф-редактор Hastings Law Journal. Ранние работы — по теории права, деконструкции и психоанализу.
Автор первого полного комментария к монументальной «Науке логики», главному труду Гегеля — A commentary to Hegel’s Science of logic (New York: Palgrave Macmillian, 2007). Редактор Hegel’s theory of the subject (New York: Palgrave-Macmillan, 2005). Соредактор Hegel and Legal Theory (New York and London: Routledge, 1991) {Рец.}.
Публиковался в American Bankruptcy Law Journal, American Bankruptcy Institute Law Review, University of Pittsburgh Law Review, Michigan State Law Review и др.
В 1980 женился на Jeanne Lorraine Schroeder. Они публиковались в соавторстве.